# Planet
Planet és una àrea no incorporada a la riba nord del riu Bill Williams al Comtat de La Paz a l'estat d'Arizona (Estats Units d'Amèrica). La ciutat és coneguda com un lloc de pas de viatgers, i tingué una oficina de correus de 1902 a 1921. El nom va ser recollit entre 1976 i 1980 pel Servei Geològic dels Estats Units, i va entrar al Geographic Names Information System el 8 de febrer de 1980.
La geologia de la zona del Planet és antiga, estimat en Precambrià, la base es compon principalment de gneis rosacis, calcàries i amfibolites, que contenen hematites rica en coure. L'or i el coure van ser descobertes a Comtat de La Paz en la dècada de 1860. L'àrea de Planet va començar a produir mineral als voltants de 1868, per la qual cosa és probable que fos la primera mina de coure d'Arizona. Els miners reberen problemes dels apatxes a la zona fins a 1874, quan es van traslladar a les reserves. La fosa i la producció de lingots, i els assaig al voltant del 5% de coure, es van iniciar en la dècada de 1880. En 1884, la mina havia enviat més de 6.000 tones de coure d'alta qualitat a San Francisco. El transport de la càrrega a 28 milles de Planet costaven de $ 10 a $ 18 per tona. Durant un temps hi va haver un accés limitat a Planet, en l'etapa que va entre la ciutat i Bouse (21,5 milles al sud) tres vegades a la setmana. La mina fou un bon exemple dels abundants recursos naturals de l'estat. En 1906, la mina era propietat de J. Stanley Jones, de Denver, Colorado.
El New Planet Mining Company va ser constituïda a Delaware el 13 de juliol de 1909. El seu predecessor, Planet Copper Mining Co., s'havia fet càrrec de la mina el 1902. En 1916, la mina de coure del Planet s'estava produint £ 3.929.000. de coure a l'any,. figurava com la mina de coure més productiva número 25 als Estats Units
En 1920, els actius d'accions de la companyia van ascendir a US $ 4 milions a $ 5 per acció. Aquest any, el superintendent de la mina era Claude Ferguson.